# Mimectatina fukudai
Mimectatina fukudai là một loài bọ cánh cứng trong họ Cerambycidae.